# Hettlingen ZH
| ZH ist das Kürzel für den Kanton Zürich in der Schweiz. Es wird verwendet, um Verwechslungen mit anderen Einträgen des Namens Hettlingen zu vermeiden. |

Hettlingen, historisches Luftbild vom 19. August 1931 aus 200 Metern Höhe, aufgenommen von Walter Mittelholzer

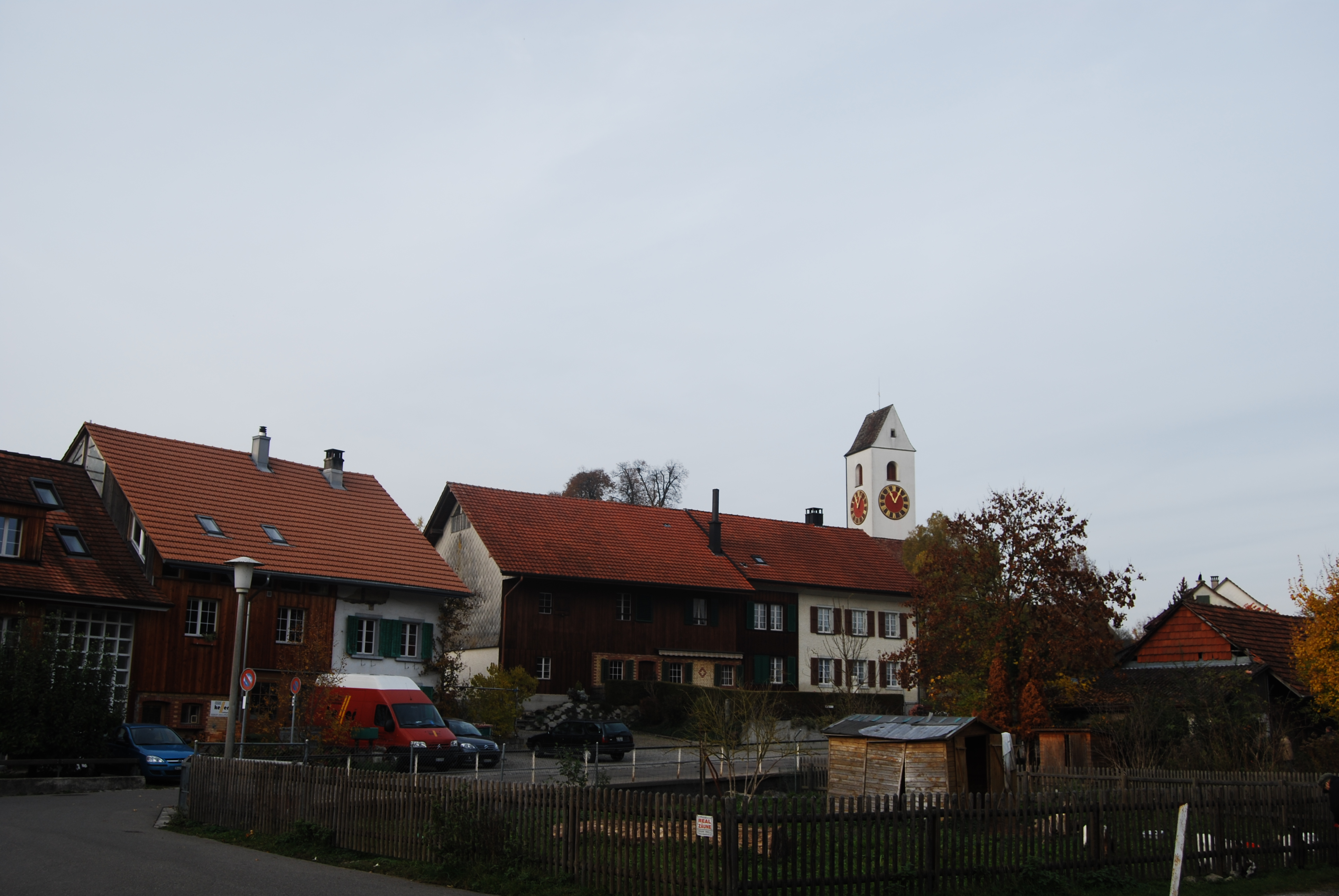
Hettlingen

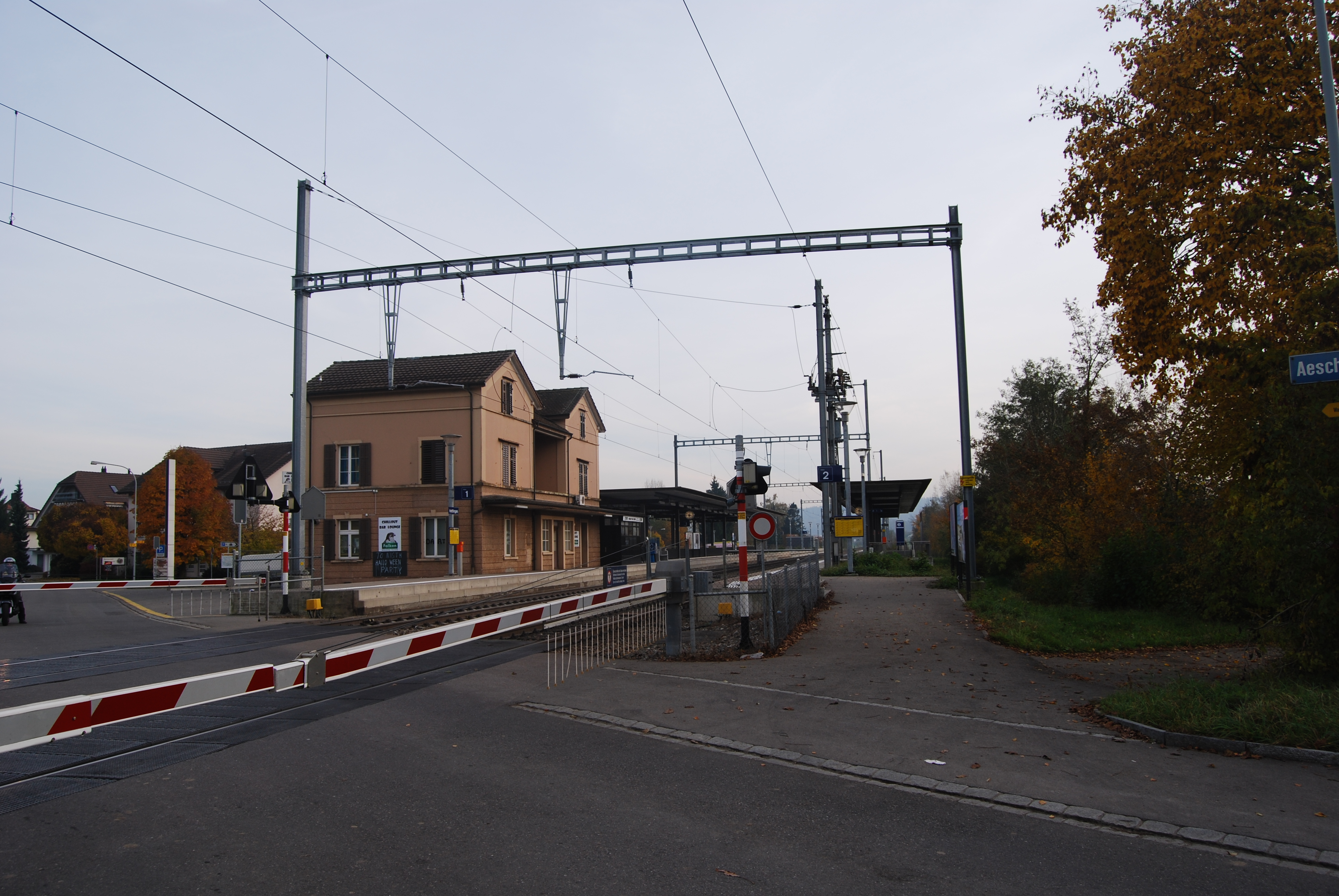
Bahnhof Hettlingen

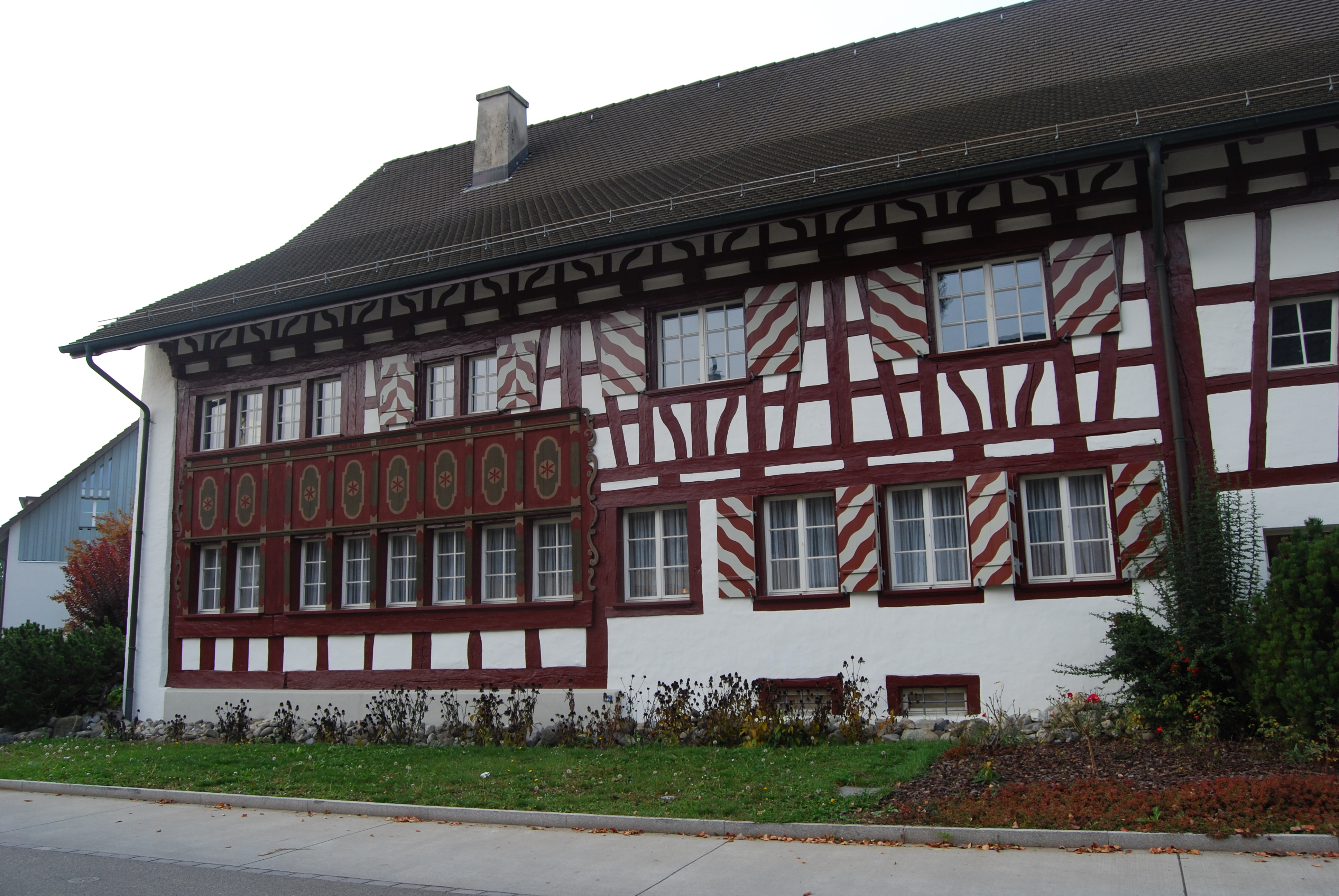
Historisches Fachwerkhaus im Zentrum von Hettlingen

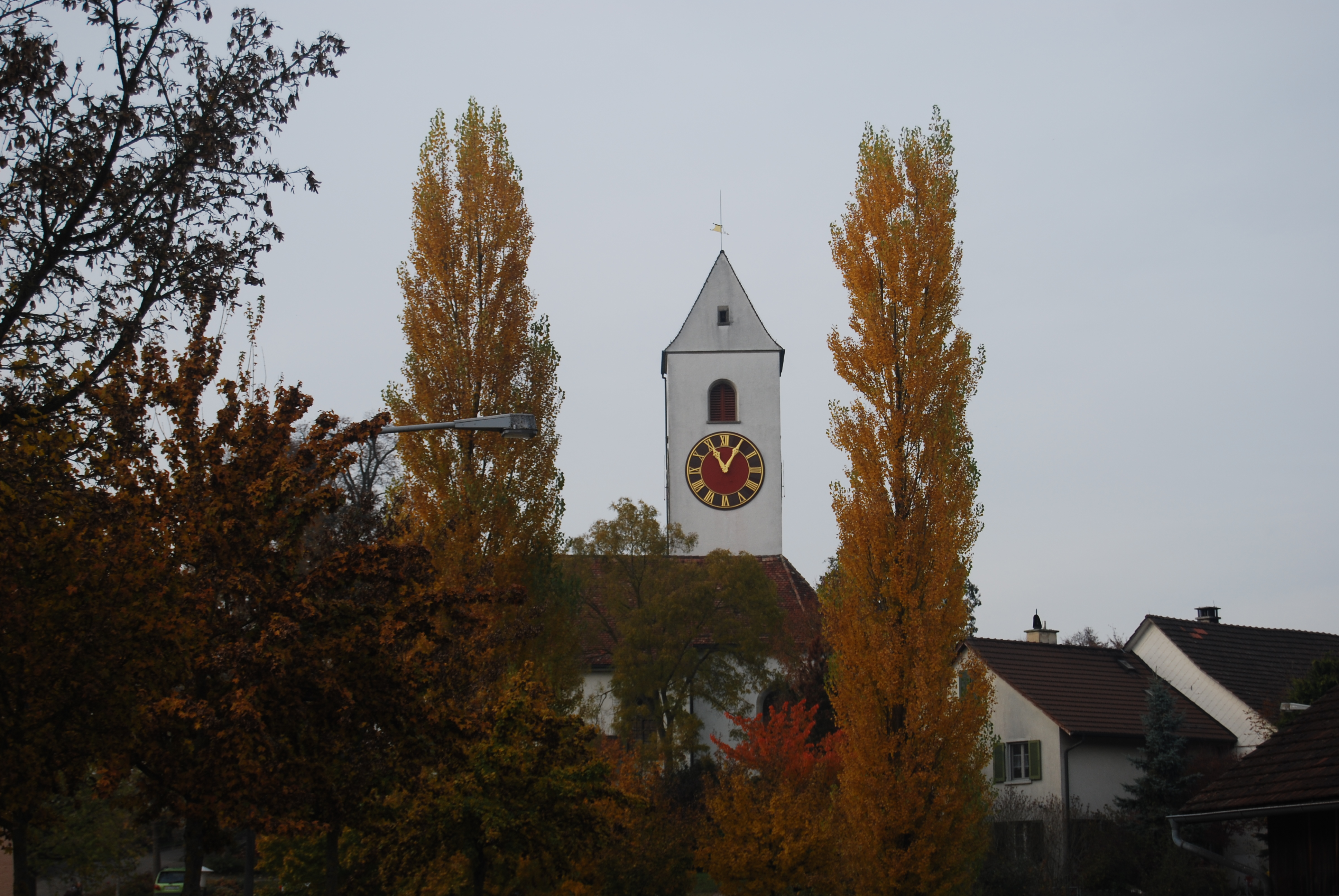
Kirche von Hettlingen

Hettlingen ist eine Gemeinde im Bezirk Winterthur des Kantons Zürich in der Schweiz. Das Dorf gehört zur Agglomeration der Stadt Winterthur, liegt aber bereits im Zürcher Weinland. Sein Mundartname ist Hettlinge.

## Wappen
Blasonierung:
Geteilt, oben in Gold ein halber blauer Adler an der Teilung, unten geschacht von Silber und Rot

## Geographie
Hettlingen liegt nördlich von Winterthur in der hügeligen, glazial geformten Gegend am Ostfuss der Irchelkette.
Die Gemeinde Hettlingen grenzt im Nordwesten an Henggart, im Nordosten an Dägerlen, im Südosten an Seuzach, im Süden an Winterthur und im Westen Neftenbach.

## Bevölkerung
| Jahr | Einwohner |
| ---- | --------- |
| 1467 | ca. 205   |
| 1634 | 274       |
| 1836 | 493       |
| 1850 | 489       |
| 1900 | 462       |
| 1950 | 597       |
| 2000 | 2426      |
| 2005 | 2891      |
| 2010 | 2957      |
| 2015 | 3113      |
| 2020 | 3099      |
| 2022 | 3112      |

## Politik
Seit 2024 ist Arman Buchmann (parteilos) Gemeindepräsident (Stand 2024).
In Hettlingen gibt es folgende Ortsparteien: FDP, GLP, PFH (Politisches Forum Hettlingen) und SVP.
Bei den Nationalratswahlen 2023 betrugen die Wähleranteile in Hettlingen: SVP 34,50 % (+4,58), glp 16,73 % (−2,05), FDP 13,50 % (−2,61), SP 11,35 % (+2,66), Mitte 7,67 % (+1,05), Grüne 7,15 % (−4,24), EVP 4,48 % (+0,13), EDU 0,89 (−1,28).

## Geschichte
Die ersten Besiedelungsspuren in Hettlingen gehen auf die Jungsteinzeit zurück. Aus römischer Zeit wurden in der Nähe der Kirche Reste eines römischen Gutshofes gefunden. Um 700 gab es in Hettlingen eine frühmittelalterliche Kapelle, und es wurden alemannische Gräber aus dieser Zeit gefunden. Im Zuge geophysikalischer Untersuchungen konnten 1995 archäologische Abklärungen ein digitales Geländemodell des Areals der ehemaligen Wasserburg erstellen. So konnten mit Hilfe des Radars die Lage des Grabens, der Umfassungsmauer und des Wohnturms erfasst werden.
1223 werden die Herren von Hettlingen erstmals erwähnt, kyburgische Gefolgsleute, die im 1752 abgebrochenen Wasserschloss Hettlingen residierten. 1434 erwarb die Stadt Winterthur Hettlingen, in dessen Besitz das Dorf bis zum Ende der alten Herrschaft 1798 blieb. 1857 wurde das Dorf durch die Rheinfallbahn erschlossen. Heute ist das Dorf eine Agglomerationsgemeinde der Stadt Winterthur.

## Schulen und Kindergärten
- 2 Kindergärten
- Primarschule

## Naturschutzgebiete
- Baldisriet
- Mädlesten
- Mittelfeld

## Verkehr
Der Bahnhof Hettlingen wird bedient von der S 33 Winterthur – Schaffhausen und neu seit Dezember 2018 von der S 12 Brugg – Altstetten – Zürich HB – Stettbach – Winterthur – Schaffhausen/Wil der S-Bahn Zürich. Im Nachtnetz am Wochenende verkehrt die SN3 Winterthur – Schaffhausen – Stein a. Rhein .
Ab Hettlingen, Bahnhof verkehren zwei Postautolinien:
671 Hettlingen, Föhrenstrasse – Hettlingen, Bahnhof – Neftenbach – Winterthur, HB
677 Hettlingen, Föhrenstrasse – Hettlingen, Bahnhof – Buch am Irchel – Berg am Irchel – Flaach – Andelfingen
Durch Hettlingen fahren zudem die Postautolinien:
676 Henggart – Dägerlen – Hettlingen – Oberohringen – Winterthur, HB
679 Hettlingen – Unterohringen – Seuzach
Hettlingen wird von vier Postautolinien bedient. Es bestehen vier Haltepunkte: Bahnhof, Gemeindehaus, Dorf und Föhrenstrasse. Der nächste Autobahnanschluss zur A1 (St. Gallen – Bern) und A4 (Winterthur – Schaffhausen) in Ohringen ist drei Kilometer entfernt.

## Freizeiteinrichtungen

### Sportanlagen
- Turnhalle
- Freibad mit Sprungturm (1 m und 3 m), Beachvolleyballfeld. 25-m-Schwimmbecken, Nichtschwimmerbecken und ein Planschbecken für die Kleinen
- Tennisanlage mit drei Plätzen
- Schiesssportanlage «Witerig» (Gemeinschaftsanlage der Dörfer Ohringen, Seuzach und Hettlingen)

## Persönlichkeiten
- Rosa Studer-Koch (1907–1991), Bildhauerin und Bildende Künstlerin
- Peter Spälti (1930–2010), Politiker und Manager